# Primera Divisió 2002-2003
La Primera Divisió 2002-2003 fu l'ottava edizione del campionato andorrano di calcio disputato tra il 15 settembre 2002 e il 4 maggio 2003 e si concluse con la vittoria del FC Santa Coloma, al suo secondo titolo.

## Formula
Lo Sporting Club d'Escaldes, arrivato ultimo nella stagione precedente, fu ripescato per decisione della federazione portando così a 9 il numero delle squadre partecipanti. In una prima fase le squadre si incontrarono in un turno di andata e ritorno per un totale di 16 partite al termine delle quali le prime 4 disputarono un girone di playoff mentre quelle classificate dal 5º all'8º posto un girone di playout al termine del quale l'ultima venne retrocessa in Segona Divisió insieme alla nona classificata della prima fase.
La vincente fu qualificata alla Coppa UEFA 2003-2004 e la seconda classificata alla Coppa Intertoto 2003.

## Squadre partecipanti
| Club                     | Città               | Posizione 2001-02   |
| ------------------------ | ------------------- | ------------------- |
| FC Lusitanos             | Andorra la Vella    | 5°                  |
| FC Encamp                | Encamp              | Campione di Andorra |
| Sporting Club d'Escaldes | Escaldes-Engordany  | 8°                  |
| Inter Club d'Escaldes    | Escaldes-Engordany  | 7°                  |
| FC Rànger's              | Andorra la Vella    | 4°                  |
| Principat                | Andorra la Vella    | 6°                  |
| FC Santa Coloma          | Santa Coloma        | 3°                  |
| UE Sant Julià            | Sant Julià de Lòria | 2°                  |
| FC Cerni                 | La Massana          | Segona Divisió      |

Tutte le partite furono disputate nello Estadi Comunal d'Aixovall.

## Stagione regolare
|  | Pos. | Squadra                  | Pt | G  | V  | N | P  | GF | GS  | DR  |
|  | ---- | ------------------------ | -- | -- | -- | - | -- | -- | --- | --- |
|  | 1.   | FC Santa Coloma          | 42 | 16 | 13 | 3 | 0  | 51 | 8   | +43 |
|  | 2.   | FC Encamp                | 34 | 16 | 10 | 4 | 2  | 49 | 10  | +39 |
|  | 3.   | UE Sant Julià            | 30 | 16 | 9  | 3 | 4  | 57 | 17  | +40 |
|  | 4.   | Inter Club d'Escaldes    | 26 | 16 | 8  | 2 | 6  | 30 | 33  | -3  |
|  | 5.   | CE Principat             | 23 | 16 | 6  | 5 | 5  | 32 | 25  | +7  |
|  | 6.   | FC Lusitanos             | 22 | 16 | 7  | 1 | 8  | 44 | 33  | +11 |
|  | 7.   | FC Rànger's              | 21 | 16 | 6  | 3 | 7  | 39 | 39  | 0   |
|  | 8.   | FC Cerni                 | 7  | 16 | 2  | 1 | 13 | 17 | 63  | -46 |
|  | 9.   | Sporting Club d'Escaldes | 0  | 16 | 0  | 0 | 16 | 10 | 101 | -91 |

Legenda:

      Ammessa ai play-off
      Ammessa ai play-out
      Retrocessa in Segona Divisió
Note:

Tre punti a vittoria, uno a pareggio, zero a sconfitta.

## Seconda fase
Le squadre mantengono i punti conquistati nella prima fase.

### Playoff
|                    | Pos. | Squadra               | Pt | G  | V  | N | P  | GF | GS | DR  |
| ------------------ | ---- | --------------------- | -- | -- | -- | - | -- | -- | -- | --- |
| Andorra (bandiera) | 1.   | FC Santa Coloma       | 49 | 22 | 14 | 7 | 1  | 58 | 14 | +44 |
|                    | 2.   | FC Encamp             | 48 | 22 | 14 | 6 | 2  | 63 | 16 | +47 |
|                    | 3.   | UE Sant Julià         | 38 | 22 | 11 | 5 | 6  | 73 | 28 | +45 |
|                    | 4.   | Inter Club d'Escaldes | 29 | 22 | 9  | 2 | 11 | 37 | 54 | -17 |

### Playout
|  | Pos. | Squadra      | Pt | G  | V  | N | P  | GF | GS | DR  |
|  | ---- | ------------ | -- | -- | -- | - | -- | -- | -- | --- |
|  | 5.   | FC Lusitanos | 37 | 22 | 12 | 1 | 9  | 63 | 40 | +23 |
|  | 6.   | CE Principat | 35 | 22 | 10 | 5 | 7  | 42 | 32 | +10 |
|  | 7.   | FC Rànger's  | 30 | 22 | 9  | 3 | 10 | 54 | 51 | +3  |
|  | 8.   | FC Cerni     | 7  | 22 | 2  | 1 | 19 | 21 | 85 | -64 |

Legenda:

      Campione di Andorra e qualificato alla Coppa UEFA
      Qualificato alla Coppa Intertoto
      Retrocessa in Segona Divisió
Note:

Tre punti a vittoria, uno a pareggio, zero a sconfitta.

### Verdetti
- Campione di Andorra: FC Santa Coloma
- Qualificato alla Coppa UEFA: FC Santa Coloma
- Qualificato alla Coppa Intertoto: FC Encamp
- Retrocesse in Segona Divisió: FC Cerni